# Licheń Stary
Licheń Stary [ˈlixɛɲ ˈstarɨ] là một ngôi làng thuộc khu hành chính của Gmina lesin, thuộc quận Konin, Greater Ba Lan Voivodeship, ở phía tây miền trung Ba Lan. Nó nằm khoảng 7 kilômét (4 mi) về phía đông nam của Ślesin, 14 km (9 mi) về phía đông bắc của Konin và 99 km (62 mi) về phía đông của thủ đô khu vực Poznań. Ngôi làng có dân số 1.100 người.
Tên của ngôi làng có nghĩa là "Licheń cũ"; thường được gọi đơn giản là Licheń.
Licheń Stary là nơi có nhà thờ lớn nhất của Ba Lan, Vương cung thánh đường Đức Mẹ Licheń, hoàn thành năm 2004, nơi lưu giữ biểu tượng của Đức Trinh Nữ Maria được gọi là Đức Mẹ Sầu Bi, Nữ hoàng Ba Lan. Nơi đây được xây dựng để đáp ứng số lượng lớn khách hành hương (khoảng 1 triệu người mỗi năm) đến để tôn vinh hình ảnh của Đức Trinh Nữ Maria, được xem như là truyền thống.
Licheń Stary cũng là địa điểm có cây đàn organ lớn nhất Ba Lan (157 phím, 6 quãng và bàn đạp, được tạo bởi Andrzej Chorosiński và được sản xuất bởi nhà sản xuất đàn organ Ba Lan "Zych - Zakłady Organowe"); nhạc cụ này cũng là nhạc cụ lớn thứ tư ở châu Âu và mười ba lớn nhất trên thế giới . Nó nằm trong Vương cung thánh đường Đức Mẹ Licheń. 

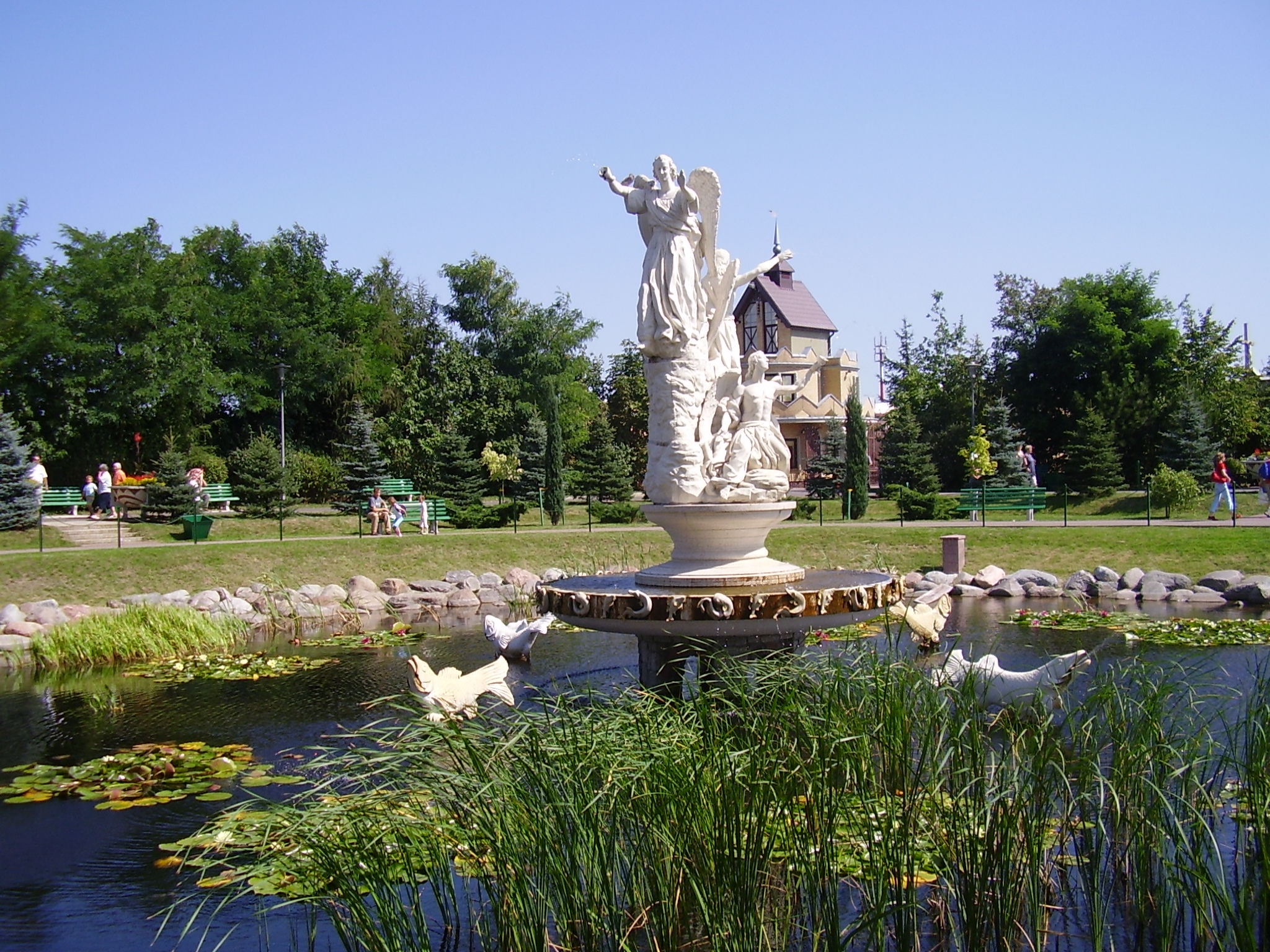
Đài phun nước trong công viên Licheń phổ biến với du khách